# Fait juridique en droit civil français
 (février 2018).
Si vous disposez d'ouvrages ou d'articles de référence ou si vous connaissez des sites web de qualité traitant du thème abordé ici, merci de compléter l'article en donnant les références utiles à sa vérifiabilité et en les liant à la section « Notes et références ».
En droit civil français, un fait juridique au sens large est un événement susceptible d’entraîner des conséquences juridiques. Par exemple le licenciement d’un salarié, la mise en demeure, la conduite dangereuse d’un automobiliste à l’origine d’un accident.
Au sens strict, le fait juridique est un événement auquel la loi attache des effets de droit indépendamment de la volonté des intéressés. Il peut s'agir d'un fait volontaire ou « fait de l'homme », tel que le meurtre, le vol, la faute professionnelle, l’inexécution contractuelle, la gestion d’affaires, le paiement de l’indu, mais également d'un fait involontaire ou « fait de la nature », tel qu'un accident de la route, la naissance, l’incendie, un décès et tout cas de force majeure… Un fait juridique en ce sens est un évènement voulu ou non dont les effets de droit ne sont pas accordés par les individus mais par la loi. C’est ce sens dont il est question dans le reste de l’article.

## Distinction de l’acte juridique
En son sens large, le fait juridique comprend le fait juridique (sens strict) et l’acte juridique. 
Un acte juridique est une manifestation intentionnelle de volonté dans le but de réaliser des effets juridiques précis. En tout état de cause, la manifestation de la volonté se trouve tant bien dans l'acte que dans certains faits. Elle ne suffit donc pour déterminer une différence entre un fait juridique (sens strict) et un acte juridique.
S'il peut y avoir une différence possible, le fait juridique (au sens strict) étant généralement imprévu, il met en cause la responsabilité délictuelle ou quasi-contractuelle pour le fait juridique volontaire, ou bien la responsabilité quasi-délictuelle pour le fait involontaire. L'acte juridique, par contre, entraîne le plus souvent la responsabilité contractuelle. 
D'ailleurs, en matière de preuve en droit civil, la personne qui s’engage dans un acte juridique est en mesure d’en prévoir les effets, elle peut donc se constituer des preuves qui serviront en cas de litige. Le système de preuve sera donc exigeant et très réglementé : l’écrit constitue le moyen de preuve en vertu de l'article 1341 du Code civil. Au contraire, la personne qui s’engage dans un fait juridique (au sens strict) n’est pas en mesure d’en prévoir les effets, elle ne peut donc pas se constituer des preuves qui serviront en cas de litige. Le système de preuve sera moins exigeant et moins réglementé. Le principe posé par le Code civil est celui de la liberté de la preuve. Il est donc possible de recourir à tous les moyens de preuve, à savoir la preuve parfaite et imparfaite.

« […] la faute volontaire qui entraîne une responsabilité civile reste, malgré son aspect volontaire, un fait juridique, puisque les effets qu’elle produit ne sont pas voulus, même si l’acte matériel qui les produit l’est. Dans le fait juridique, à la différence de l’acte juridique, les effets ne sont pas prévus par les parties, mais prédéterminés par la loi. »

— Baudouin, Jobin et Vézina, Obligations, nº 45, p. 51

## Involontaire ou volontaire

### Les faits juridiques involontaires
Il s’agit des circonstances qui vont produire des faits qui n’ont pas été recherchés, le fait est indépendant de la volonté humaine qui vont produire des conséquences. Les trois cas de figure habituels sont les faits biologiques concernant directement l'être humain, les faits de la nature et l'écoulement du temps.
Les faits biologiques : La naissance d’un enfant est un fait juridique involontaire. C’est un fait qui va avoir des conséquences juridiques tant pour l’enfant que pour ses parents.  L’enfant va acquérir la personnalité juridique et les parents auront l’autorité parentale et l’obligation alimentaire. C’est la même chose pour la majorité, la vieillesse et le décès, ce dernier entraînant la perte de la personnalité juridique, la transmission du patrimoine et, si le défunt est marié, la dissolution du mariage. Ce sont des faits involontaires tenant aux personnes, mais on va y attacher des effets de droit. L’état physique ou mental est aussi un élément qui peut avoir des conséquences juridiques : lorsqu’un individu n’a plus ses facultés mentales le droit va prévoir des conséquences juridiques comme le placement sous tutelle.
Les faits physiques : Les faits de la nature comme l'incendie, l'inondation, l'ouragan, etc., et aussi les catastrophes d’origine humaine comme les désastres écologiques, accidents aériens ou ferroviaires, qui produisent tous des effets juridiques. Ce sont des événements qui empêchent une personne de remplir ses obligations et ça donne lieu à des conséquences juridiques. Les personnes ne sont pas tenues de leur inexécution. Les faits physiques peuvent être qualifiés de force majeure ou de cas fortuit, qui enclencheront des régimes juridiques spécifiques (exemple : cataclysme naturel). En cas de force majeure, un individu ne peut pas voir sa responsabilité engagée. 
Le droit attache aussi des conséquences aux délais et déchéances. Il s'agit par exemple du délai préfix, de la péremption et de la prescription. Certains droits subjectifs se prescrivent ; l’on distingue la prescription acquisitive de la prescription extinctive :
- L’acquisitive : un individu acquiert un bien et sa propriété au-delà d’un certain délai sans manifestation d’une personne ;
- L’extinctive : si une personne ne manifeste pas son droit dans un certain délai, il peut perdre le droit en question.

### Les faits juridiques volontaires
Le fait en lui-même est volontaire mais les conséquences juridiques que la loi attache à ces faits n’ont forcément été recherchés par l’auteur du fait. Si le dommage est voulu, on parlera de délit, si non de quasi-délit ou de quasi-contrat. Quelques exemples : 
- falsification d'un document administratif dans le but d'obtenir une indemnisation, et qui a entrainé l'effet inverse, c'est-à-dire l'identification de la fraude par l'autorité administrative avec des conséquences pécuniaires contre l'auteur de la fraude ;
- un accident qui cause un dommage à autrui par négligence ou imprudence ;
- une personne publie des propos mensongers ce qui l’obligera à payer des dommages-intérêts ;
- mise en demeure résultant de l'interpellation ou fixation d'un délai comminatoire indépendamment de la volonté du créancier.

On peut classer les faits volontaires selon la conséquence qu’ils produisent :
- Les faits générateurs de droit : ils permettent à un individu d’obtenir un droit subjectif. Exemple : la possession, qui n'est pas un droit, entraîne la présomption légale que celui qui possède un bien en est véritablement le propriétaire.
- Les faits générateurs d’obligation : le comportement de l’individu va entraîner pour lui une obligation. Exemples : l’auteur de délit civil entraîne pour lui l’obligation de réparer ; l’enrichi (accipiens) d’un quasi-contrat a l’obligation de restituer à l’égard de l’appauvri (solvens).

#### Les délits civils
Dans le champ de la responsabilité civile, l'article 1240 du Code civil dispose que « tout fait quelconque de l’Homme qui à autrui cause dommage, oblige celui par la faute duquel il est arrivé à le réparer ».

#### Les quasi-contrats
L’article 1300 du Code civil dispose que « les quasi-contrats sont des faits purement volontaires dont il résulte un engagement de celui qui en profite sans y avoir droit, et parfois un engagement de leur auteur envers autrui ». Il y a :
- La gestion d’affaires, dispose a l’article 1301 du Code civil : « celui qui sans y être tenu gère sciemment et utilement l’affaire d’autrui a l’insu ou sans opposition du maitre de cette affaire est soumis dans l’accomplissement des actes juridiques et matériels de sa gestion à toutes les obligations d’un mandataire ».
- Le paiement de l’indu, que l’on trouve à l’article 1302 du Code civil : « tout paiement suppose une dette ; ce qui a été reçu sans être dû est sujet a restitution ».
- L’enrichissement sans cause est fixé par l’article 1303 du Code civil : « en dehors des cas de gestion d’affaire et de paiement de l’indu celui qui bénéficie d’un enrichissement injustifié au détriment d’autrui doit a celui qui s’en trouve appauvri une indemnité ».

## Les moyens de preuve parfaits

### La preuve littérale
La preuve littérale est définie par l'article 1365 du Code civil, « la preuve littérale, ou preuve par écrit, résulte d'une suite de lettres, de caractères, de chiffres ou de tous autres signes ou symboles dotés d'une signification intelligible, quels que soient leur support et leurs modalités de transmission ». La preuve littérale est donc un écrit papier ou électronique (depuis la loi du 13 mars 2000 portant adaptation du droit de la preuve aux technologies de l'information et relative à la signature électronique) dont la valeur probante est équivalente à deux conditions : l'auteur doit être identifié (signature…) et l'écrit doit être conservé dans les conditions de nature à en garantir l'intégrité. Il existe deux sortes de preuve littérale : les actes authentiques et les actes sous seing privé.

### L'acte authentique
Les articles 1369 et suivants du Code civil le définissent comme « celui qui a été reçu par officiers publics ayant le droit d'instrumenter dans le lieu où l'acte a été rédigé, et avec les solennités requises ». Il s'agit des actes notariés ou civils. L'acte authentique étant constaté par l'officier public, il est difficile de le combattre sur le terrain de la preuve. La procédure en inscription de faux suppose en effet de mettre en cause la véracité des énonciations insérées par l'officier public dans l'acte authentique.

### L'acte sous signature privée
C'est l'acte qui a été rédigé par des personnes privées (particuliers ou sociétés), soit par les parties elles-mêmes, soit par un mandataire de celles-ci. Les articles 1372 et suivants du Code civil imposent la signature du ou des rédacteurs de l'acte et cette rédaction est en principe totalement libre. En cas de recours à un écrit sous forme électronique, la signature « consiste en l'usage d'un procédé fiable d'identification garantissant son lien avec l'acte auquel elle s'attache », selon l'article 1367 alinéa 2.

### L'aveu judiciaire
Selon l'article 1356 du Code civil, « l'aveu judiciaire est la déclaration que fait en justice la partie où son fondé de pouvoir spécial ». La partie reconnaît devant un juge l'existence d'un fait ou d'une situation constituant la preuve du bien-fondé de la prétention de la partie adverse.

### Le serment décisoire
Selon les articles 1357 et suivants du Code civil, le serment décisoire est un serment prêté sur l'honneur. La partie qui ne rapporte aucune preuve défère le serment à l'autre partie, afin qu'elle jure ne rien lui devoir. Ce mode de preuve, qui tranche radicalement un procès civil, n'est pas recevable devant une juridiction répressive.

## Les moyens de preuve imparfaits
L'article 1348 du Code civil autorise le recours aux preuves imparfaites pour apporter la preuve d'un fait juridique. Sont des preuves imparfaites le témoignage, les présomptions, le serment supplétoire, les écrits non signés, l'aveu extrajudiciaire et le commencement de preuve par écrit.

### Le témoignage
Le témoignage est la déclaration faite sous serment par une personne relatant des faits dont elle a eu personnellement connaissance. S'il constitue un mode de preuve fréquent, le témoignage reste une preuve fragile. La valeur du témoignage est d'ailleurs laissée à l'appréciation des juges.

### Les présomptions
Ce sont des indices qui permettent d'établir l'existence d'un fait inconnu, une déduction tirée d'un fait pour prouver un autre fait. On recense deux sortes de présomptions : les présomptions de faits (laissées à l'appréciation du juge), et les présomptions légales (prévues par la loi, comme la présomption de paternité). La présomption peut également être simple (lorsqu'il est possible de rapporter la preuve contraire) ou irréfragable (lorsqu'il est impossible d'apporter la preuve contraire).

### Le serment supplétoire
Selon l'article 1366 du Code civil, c'est un serment qui est déféré par le juge à l'un des plaideurs, lorsqu'il n'est pas convaincu par les preuves produites, qu'il veut corroborer les conclusions ou en compenser l'insuffisance. Le serment supplétoire ou le refus de le prêter ne font pas foi et ne lie pas le Juge. À noter que l'autorité du serment supplétoire n'égale pas celle du serment décisoire puisque le serment supplétoire n'est qu'une mesure ordonnée par le Juge.

### Les écrits non signés
La preuve du fait juridique par un écrit non signé par les parties reste très fragile.
il se matérialise par un écrit. il peut être authentique ou sous-seing privé.

### L'aveu extra-judiciaire
C'est un aveu qui n'a pas été fait au cours de la procédure devant le juge saisi de la contestation.

### Le commencement de preuve par écrit
Selon l'article 1362 du Code civil, on appelle ainsi « tout acte par écrit qui est émané de celui contre lequel la demande est formée, ou de celui qu'il représente, et qui rend vraisemblable le fait allégué ». Le commencement de preuve par écrit est donc un écrit émanant de l'adversaire qui rend vraisemblable la prétention de celui qui l'invoque.
À la différence des faits juridiques, les actes juridiques ne se prouvent que par moyens de preuve parfaits, sauf les exceptions que le Code civil autorise.